# Louis Plamondon
Pour les articles homonymes, voir Louis Plamondon (homonymie).
Louis Plamondon, né le 31 juillet 1943 à Saint-Raymond (Québec), est un enseignant, homme d'affaires et homme politique canadien. Il est député à la Chambre des communes du Canada depuis le 4 septembre 1984, représentant la circonscription québécoise de Bécancour—Nicolet—Saurel—Alnôbak. sous l'étiquette du Bloc québécois .
Élu une première fois lors des élections fédérales de 1984 en tant que membre du Parti progressiste-conservateur (PPC) et constamment réélu depuis, il devient en 2008 le doyen de la Chambre des communes (en). Il est actuellement président du caucus du Bloc québécois. Il a battu un record de longévité le 27 novembre 2020, avec 36 ans, 2 mois et 25 jours en fonction, en surpassant la durée en fonction du député Charles Marcil. Le député ayant siégé à la Chambre des communes le plus longtemps demeure Wilfrid Laurier (44 ans et 11 mois).

## Biographie

### Carrière politique
Élu pour la première fois lors de l'élection fédérale canadienne de 1984, Louis Plamondon est alors membre du Parti progressiste-conservateur du Canada. Après l'échec de l'accord du lac Meech le 23 juin 1990, il fait partie d'un groupe de trois députés progressistes-conservateurs qui démissionnent du caucus pour siéger comme indépendants, les autres étant Benoît Tremblay et Nic Leblanc. Il fait partie du groupe de sept députés qui ont fondé le Bloc québécois au cours de l'été 1990. 
Louis Plamondon est élu lors de douze élections fédérales consécutives : 1984, 1988, 1993, 1997, 2000, 2004, 2006, 2008, 2011, 2015, 2019 et 2021. 
Le 4 août 1992, Louis Plamondon devient leader parlementaire du Bloc québécois, succédant à Jean Lapierre. Il quitte la fonction en avril 1993 après avoir été accusé d'avoir tenté de solliciter une prostituée au marché By, près de la Colline du Parlement. En avril 1994, il plaide coupable mais bénéficie immédiatement d'une libération complète. Il est président du caucus du Bloc québécois de 2004 à 2011 et le devient de nouveau en octobre 2015. Au cours des différentes législatures, Louis Plamondon est porte-parole sur les sujets suivants :
- 36e (1997-2000) : Francophonie, langues officielles, francophones hors Québec.
- 37e (2001-2004) : Anciens combattants, agriculture et agro-alimentaire.
- 38e (2004-2005) : Langues officielles.
- 41e (2011-2015) : Premier ministre, anciens combattants, patrimoine, finances, réforme démocratique, affaires indiennes et nord canadien, travaux publics et services gouvernementaux, aînés, revenu national.
- 42e (2015-2019) : Transports, infrastructure et collectivités, aînés.

Le 28 février 2018, il annonce, avec six autres députés, quitter le Bloc québécois pour siéger sous le nom de Groupe parlementaire québécois, contestant le leadership de Martine Ouellet,. Pour le député démissionnaire, « la nouvelle orientation, préconisée par la chef du Bloc québécois, subordonne les intérêts du Québec à la promotion de l’indépendance. Or, nous sommes justement indépendantistes parce que nous sommes convaincus que c’est dans l’intérêt du Québec ! ». Le lendemain, sur les ondes de 98,5 FM, le doyen du BQ, précise son opinion sur Martine Ouellet: « Elle est incapable de rassembler; elle ne l’a pas du tout ».
Pour l'ex-chef bloquiste, Daniel Paillé, après la démission en bloc de 70 % de la députation du BQ : « le fondamental du parti [...], est resté à mon avis entre les mains de [Louis] Plamondon et de Rhéal Fortin, et des autres. ». Le 9 mai 2018, le Groupe parlementaire québécois change de nom pour Québec debout. Après une période de reflexion, à la suite de la démission de Martine Ouellet comme chef, Louis Plamondon retourne au Bloc québécois en septembre 2018 et est réélu aux élections fédérales de 2019 sous cette bannière. Il assume de nouveau la fonction de président du caucus du parti du 24 octobre 2019 au 15 août 2021.
Il est réélu lors des élections de septembre 2021.
Le 26 septembre 2023, les députés fédéraux le nomment à l’unanimité en tant que doyen de la Chambre des communes, président intérimaire de la Chambre à compter du lendemain. Il remplace Anthony Rota, forcé de démissionner par tous les partis politiques à la suite de son invitation à la Chambre d'un ex-soldat ukrainien ayant combattu avec les nazis.
Il est réélu pour une treizième fois lors des élections d'avril 2025. 

### Projets de loi présentés
Au cours de sa carrière parlementaire, Louis Plamondon est le parrain de deux projets de loi émanant des députés, dont aucun ne s'est rendu plus loin que la première lecture :
- le projet de loi C-645, intitulé Loi modifiant la Loi sur la radiodiffusion (indépendance de la Société Radio-Canada), présenté le 10 décembre 2014 au cours de la 41e législature.
- le projet de loi C-442, intitulé Loi modifiant la Loi permettant de faire certains paiements fiscaux aux provinces et autorisant la conclusion d’accords avec les provinces pour la perception de l’impôt, présenté le 9 avril 2019 au cours de la 42e législature.

## Liens familiaux
Louis Plamondon est le frère du parolier Luc Plamondon. 